# The Complete Works
The Complete Works – zestaw pudełkowy (box set) zawierający 14 albumów zespołu Queen wydanych do 1985 roku (od Queen do The Works) oraz dodatkowy album Complete Vision, zawierający siedem utworów wcześniej opublikowanych wyłącznie na singlach. Każda z czternastu płyt była zmiksowana cyfrowo i opakowana w białą kopertę z nadrukowanym rzymskim numerem określającym kolejność chronologiczną. Album Complete Vision otrzymał numer XIV. Reprodukcje okładek płyt znajdowały się w dołączonym do zestawu albumie. Uzupełnienie kompletu stanowiła mapa świata z zaznaczonymi występami Queen do roku 1985.

## Lista albumów
1. Queen
2. Queen II
3. Sheer Heart Attack
4. A Night at the Opera
5. A Day at the Races
6. News of the World
7. Jazz
8. Live Killers
9. The Game
10. Flash Gordon
11. Hot Space
12. The Works
13. Complete Vision

## Lista utworówComplete Vision
1. „See What A Fool I've Been”
2. „A Human Body”
3. „Soul Brother”
4. „I Go Crazy”
5. „Thank God It’s Christmas”
6. „One Vision” (wersja z singla)
7. „Blurred Vision”